# Berzasca
Berzasca is een Roemeense gemeente in het district Caraș-Severin.
Berzasca telt 3022 inwoners.